# フィリピン独立革命

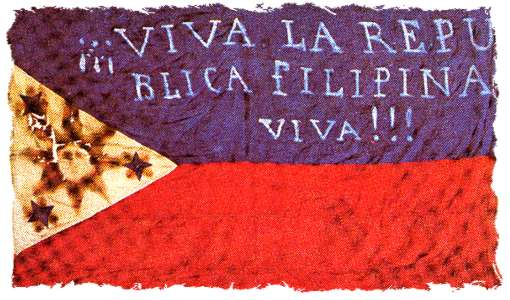
スペイン語で「万歳！！！フィリピン共和国万歳！！！」（"¡¡¡VIVA LA REPUBULICA FILIPINAVIVA!!!"）と書かれたフィリピン革命軍旗

フィリピン独立革命（フィリピンどくりつかくめい）は、19世紀末から20世紀初めにかけてフィリピンで起こったスペインの植民地支配からの独立革命である。単にフィリピン革命（英: Philippine Revolution）とも、年代にちなんで「（フィリピン）1898年革命」とも称される。
ただし、後述の通り前段として「1896年革命」も存在するので1898年革命という場合、狭義の独立革命を意味する。

## 概要
16世紀後半以降、スペインの植民地支配のもとに置かれていたフィリピンでは、19世紀後半に植民地統治の改革を目指すプロパガンダ運動が展開され、これが急進化して1896年の独立革命と発展した。しかしこの第一の革命はいったん敗北し、1898年、米西戦争に乗じて第二の革命が起こった。1898年革命はフィリピン人による独自の議会開設と憲法制定を実現したが、スペインとの講和条約によりフィリピン領有権を獲得したアメリカ合衆国は独立を否定、米比戦争が開始された。フィリピン人たちはゲリラ戦でねばり強く抵抗したが結局のところ敗北し、アメリカによる植民地支配が開始された。1916年、マニュエル・ケソンの尽力によりフィリピンの自治を認めるジョーンズ法が成立し、さらに1934年になって10年後のフィリピン独立を認めるフィリピン独立法が成立、フィリピン独立への道が開かれた。しかし1942年の日本軍侵攻によって中断。このため真の独立は第二次世界大戦後の1946年まで持ち越されることになる。なお、アメリカ政府の側は以上の一連の動向を、革命ではなく「フィリピン反乱」 (Philippine Insurrection) と称している。

## 経緯
フィリピン独立革命は「1896年革命の時期」「1898年革命の時期」「米比戦争の時期」に3大別される。

### 前史

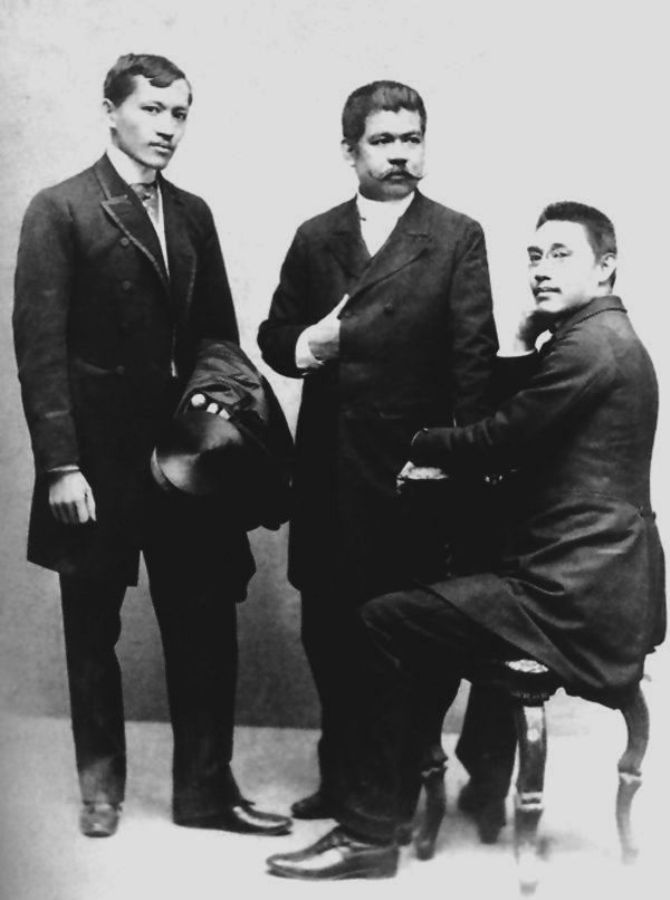
プロパガンダ運動の3人の指導者 / 左からリサール、デル・ピラール、ポンセ

スペインにより植民地として支配されていたフィリピンでは、1834年のマニラ開港以降の社会変容によりフィリピン人の新興有産層が急速に台頭した。留学などを通じて高等教育を受け学識を身につけた彼らは、支配者たるスペイン人と被支配者である自分たちフィリピン人の間に存在する地位の不平等を認識するようになった。

このような新興ナショナリズムの流れの中で、最初にスペイン支配への異議申し立てを行ったのはフィリピン人神父たちである。彼らはスペイン人修道会士が頂点に立つフィリピンのカトリック教会において、フィリピン人であるがゆえに教区主任司祭への昇進を阻まれている状況に不満を持ち、差別を撤廃すべくゴンザレス・ブルゴス・サモラの3神父を指導者に教会改革運動を起こした。しかしスペインの植民地政庁は、1872年1月20日軍港カビテで労働者による暴動が起こると、その黒幕であったという濡れぎぬを先述の3神父に着せ、同年2月17日3人全員を処刑して教会改革運動を圧殺した。これを、3人の神父の名前からゴンブルサ事件という。

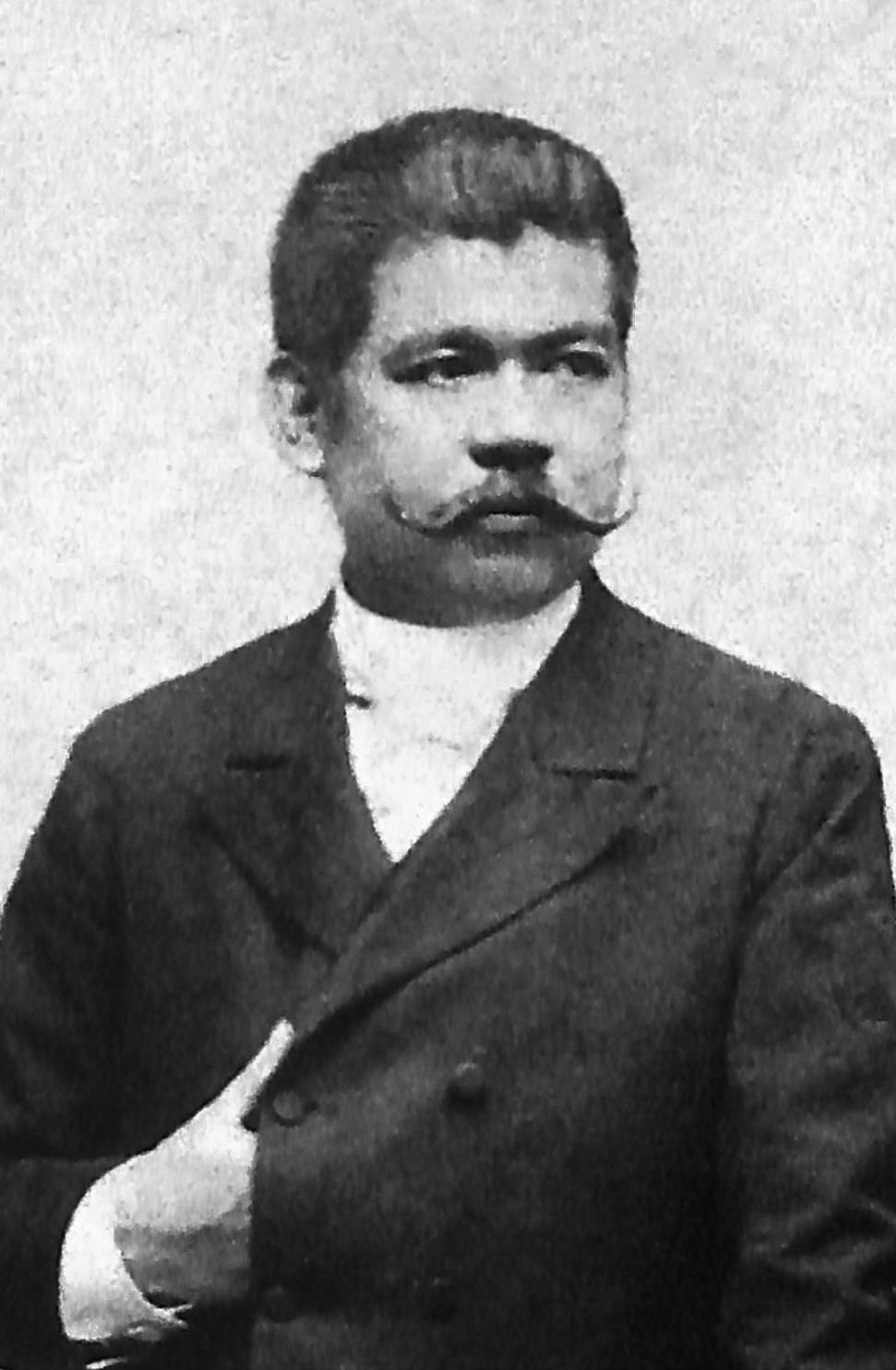
マルセロ・デル・ピラール

続いて1880年代になって民族主義的知識人（「イルストラド」illustrado と呼ばれる）は、スペインに対してフィリピン人の政治参加を求めるプロパガンダ運動を展開した。1882年、マルセロ・ヒラリオ・デル・ピラールは最初のタガログ語日刊紙『タガログ新聞』（スペイン語とタガログ語の併用紙）を創刊して修道会による地方政治支配を批判し、1887年、ホセ・リサールは支配者たちの腐敗と堕落と厳しく糾弾した長編小説『ノリ・メ・タンヘレ』をベルリンで出版して国際的注目を集めた。1889年2月15日、バルセロナで運動の機関誌として創刊された『団結』（La Solidaridad）は、のちにデル・ピラールによって編集されるようになった。この段階で民族運動の主流は植民地支配の腐敗の打破を訴えるきわめて穏健な啓蒙的改革運動に過ぎず、当時のリサールはフィリピンの独立を否定していた。しかしスペイン政庁はこうした運動の存在すら許さず、亡命から帰国して1892年7月3日ラ・リガ・フィリピナ（フィリピン民族同盟）を結成したリサールを逮捕し、同月6日ミンダナオ島のダピタンへの流刑に処した。また資金不足を主な原因として『団結』誌も1895年11月15日をもって停刊となった。かくして10年以上にわたる運動であったにもかかわらず、プロパガンダ運動は改革という面では何ら目立った成果を上げることもできなかったのである。

### 1896年革命

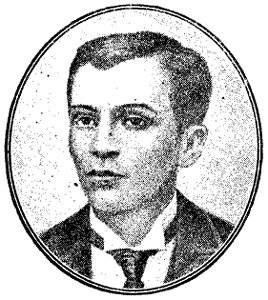
カティプナンの創立者ボニファシオ

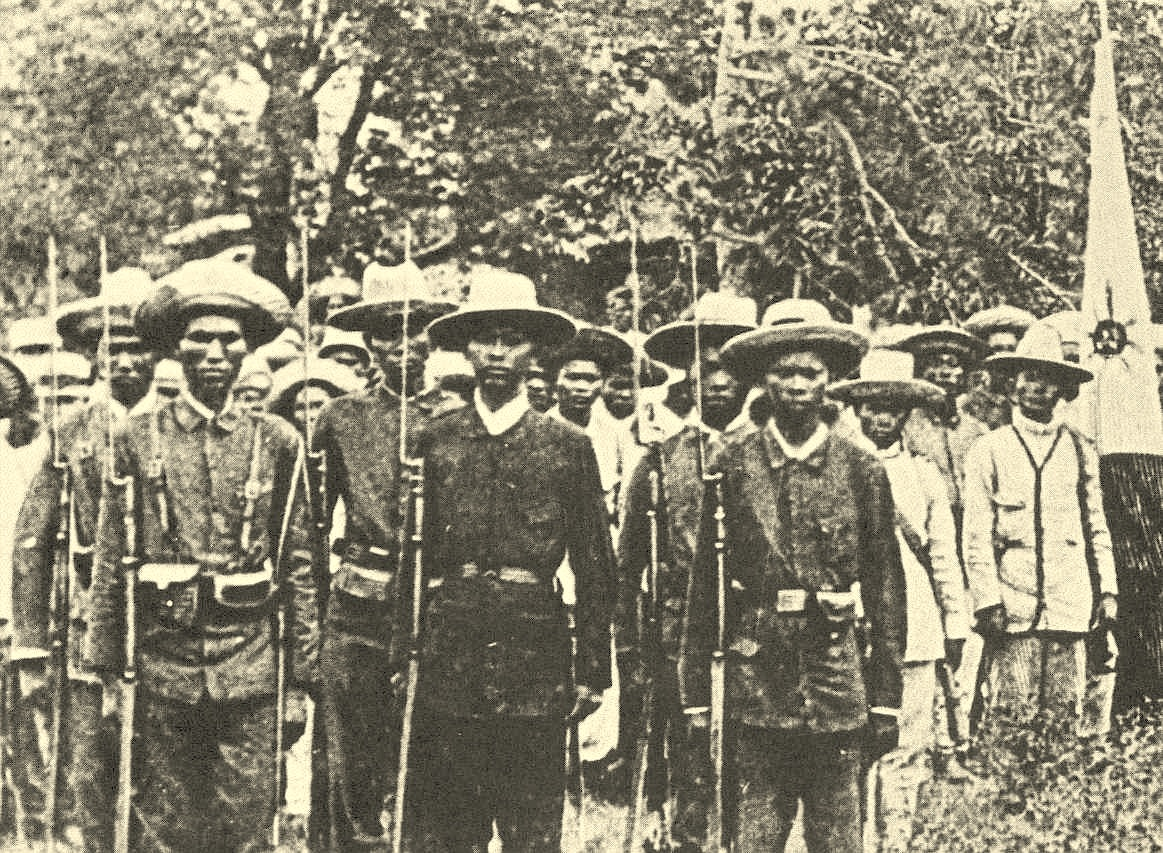
カティプナンのメンバー

革命政権のアギナルド大統領

リサール逮捕によりフィリピン同盟に参加していたアンドレス・ボニファシオは改革運動に見切りを付け、流刑の日の1892年7月6日、フィリピン独立を求める秘密結社カティプナンをマニラ市内トンド地区で結成した。彼らは1896年3月、会の機関誌である『独立』 (Kalayaan) を創刊する（弾圧を避けるため同誌の発行地は日本の横浜と偽装された）一方、フィリピンに寄港した日本海軍の練習艦「金剛」に乗船していた日本軍人との接触を求め、5月4日にはボニファシオら幹部が世良田亮艦長と会談し革命への援助を要請した。
しかしカティプナンの存在はまもなくスペイン当局の知るところになり、同年8月19日には官憲による弾圧が開始された。進退窮まったボニファシオらは8月30日に武装蜂起を開始（サン･ファン･デル･モンテの戦い）し、これにより独立革命が始まった。当初、マニラ市内の戦いではカティプナンは苦戦を強いられたものの、マニラ近郊のカビテ州に革命が波及すると独立派は勢力を巻き返し、10月にはこの地方のカティプナン組織をまとめていたエミリオ・アギナルドらによってカビテ州東部の支配が確立され、ボニファシオを中心とするカティプーナン組織から分離して独自の勢力を形成した。これをみたスペイン当局は、流刑地からマニラに召喚したリサールを反乱教唆のかどで12月30日に処刑し、独立派の反発を一層かき立てることになった。
リサール処刑の前後から独立派内部の抗争が顕在化し、独立派内の上層階級を代表するアギナルドと下層階級を代表するボニファシオと独立革命の指導権をめぐり激しく対立した。アギナルドはもともとスペインによりカビテの町長に任命された人物で、地方社会で力を持つプリンシパリーア（町役人・地方）層の出身者である。資産家・大土地所有者も多かったこの社会層は、おおむね自分たちの既得権を維持拡大することに関心を持ち（それゆえカビテ州など南部タガログ地方で最大の地主であった修道会の解体を願っていた）、ボニファシオ派による社会改革の要求についても、みずからの社会基盤を脅かしかねないものとして冷淡な態度をとった。1897年3月22日カティプナン指導部によるテヘロス会議で両者は対決したが、スペイン植民地軍との戦いで勝利をおさめていたことから政治的優位に立っていたアギナルド派が会議で優勢となり、アルテミオ・リカルテ派の支持も獲得して会議ではアギナルドを革命政府大統領に選出した。敗れたボニファシオ兄弟は議場から退出しアギナルドと袂を分かって独自の革命を目指すことになった。しかしボニファシオ派の離反を恐れたアギナルドは彼らを捕らえて1897年5月10日兄弟ともに処刑、独立派の全権を掌握した。
その一方で1896年10月から1897年初めにかけてスペイン本国から兵力を補給され、態勢を立て直した植民地軍は反撃を始め、一時はルソン島中南部を掌握していた独立派は、ボニファシオ処刑の翌日には根拠地のカビテを放棄し、山岳部のブラカン州ビアク・ナ・バトーに追いつめられた。ここでアギナルドらは11月1日独自の憲法（ビアク・ナ・バトー憲法）を制定、「フィリピン共和国」（ビアク・ナ・バトー共和国）の成立を宣言したが劣勢はおおいがたく、11月18日から12月15日にかけて、スペイン総督との和平協定を結び、スペインによる改革実行の確約と引き替えにアギナルドらはいったん香港に退去、ここに亡命指導部を設けた（12月25日）。しかしその一方でボニファシオらの流れを汲む人々はなお独立をめざす戦いを各地で継続していた。

### 1898年革命

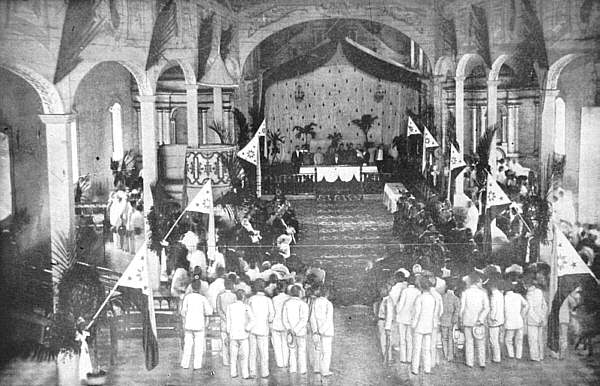
マロロスの革命議会（当時の写真）

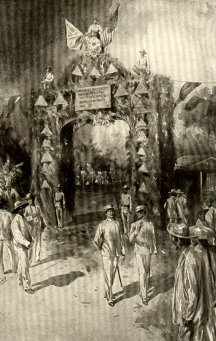
アギナルドの大統領当選を飾る祝勝門（1899年1月）

翌1898年4月25日、キューバ独立革命をきっかけとした米西戦争が勃発する。その直前、香港でアメリカ合衆国との間に独立援助の密約を取り付けていたアギナルドら亡命指導部は、マニラ湾海戦（4月30日〜5月1日）での米艦隊大勝を経て、5月19日、米軍を後盾にフィリピンへの帰還を果たした。
5月24日、アギナルドは本拠地であるカビテで「独裁政権」の樹立を宣言、6月12日には独立宣言を発し「独裁政府」大統領に就任した（現在のフィリピン「独立記念日」）。その後まもなく6月中に独裁政府は「革命政府」に改組され地方政府の組織化が始まり、7月15日アポリナリオ・マビニを首相とする革命政府の内閣が発足した。その一方で、これまで外国からの武器購入交渉を担当していた、在外有志による香港委員会（1896年11月結成）は、革命政府の外交活動と武器調達にあたる香港駐在の「革命委員会」として公式機関に改編された（6月23日）。以上のような行政機構の整備とともに、独立派はアメリカ軍と提携して各地に侵攻し、8月末までにルソン中央部・南タガログ地域をスペイン支配から解放して革命政府の支配下に置いた。ところがこの前後から米軍との協力関係は次第に微妙なものとなり、8月13日、植民地支配の中心地であるマニラを占領しスペイン軍を降伏させた米軍は、それまで軍事的に貢献してきた独立派の入市を許可しなかった。
9月10日、マニラ近郊のブラカン州マロロスが臨時の首都となり、9月15日にはフィリピン人の代表よりなる議会をこの地で発足、さらに翌1899年1月にはマビニを首班とする内閣が発足し、1月21日に独自の憲法（マロロス憲法）を制定し1月23日の「フィリピン（第一次）共和国」（マロロス共和国）樹立宣言に至るまで独立国家としての整備を進めていった。この時点で共和国政府はミンダナオを除くフィリピンのほぼ全土を掌握していた。しかし前年の1898年12月10日、米西間のパリ講和条約で20,000,000ドルと引き替えにスペインよりフィリピンの主権を獲得した米国は、12月21日マッキンリー大統領が「友愛的同化宣言」を発して独立を否定、マビニ首相により進められていた対米交渉も暗礁に乗り上げ、1899年2月4日には両国間の戦争（米比戦争）が始まった。

### 対米戦争

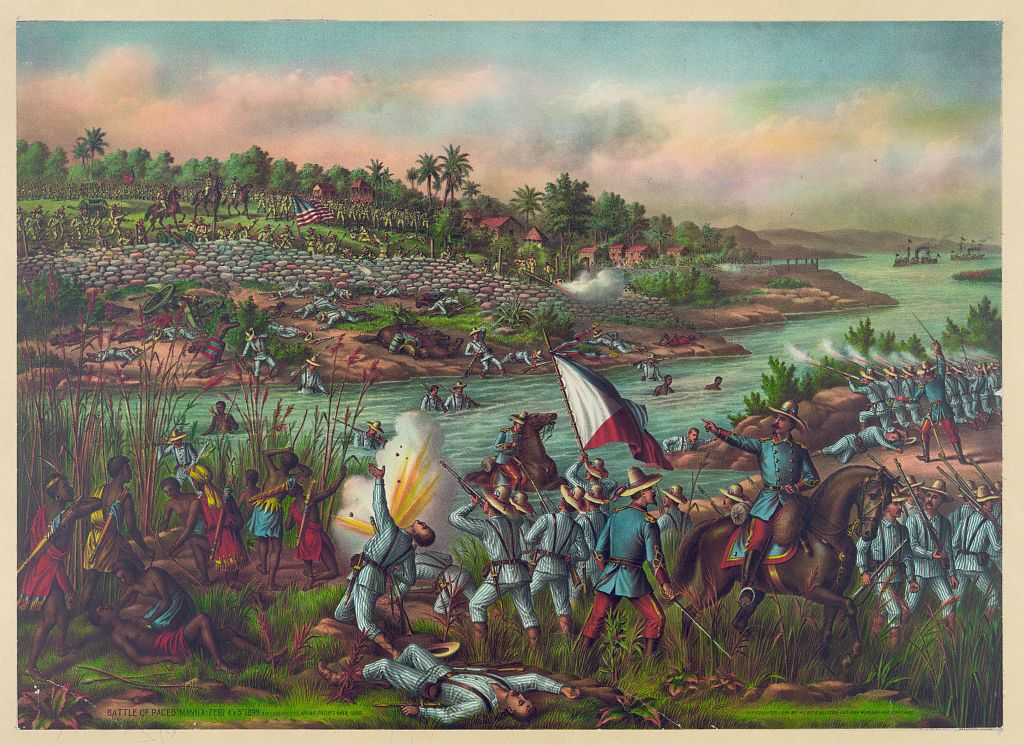
米比戦争中の「パセオの戦い」を描いた絵画

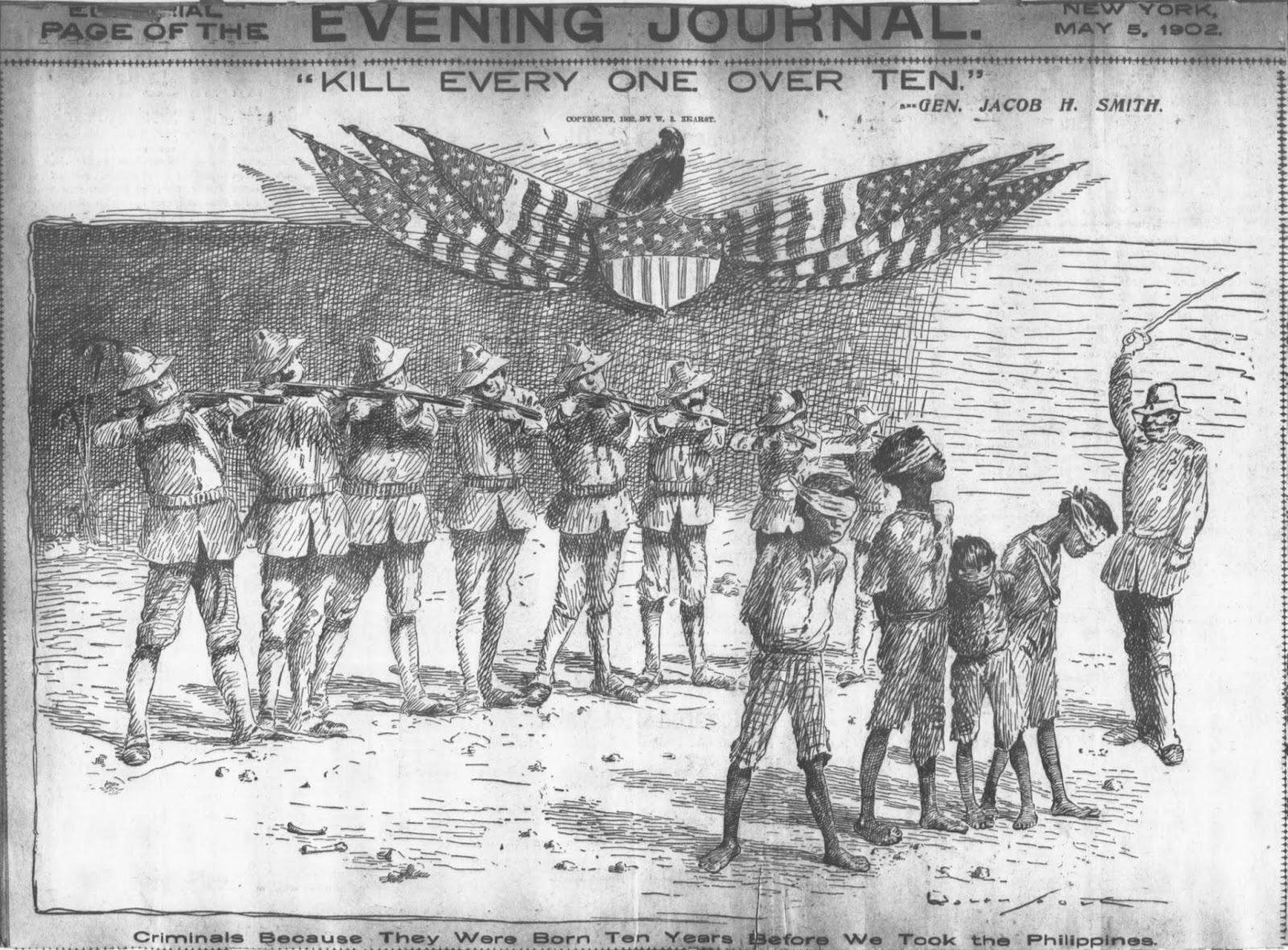
ゲリラ戦をテーマとした『ニューヨークジャーナル』の風刺画 / フィリピン人を銃殺する米兵の背後には「10歳以上の者は皆殺し」とある

しかし1899年3月31日には早くも首都マロロスが陥落し、以後共和国政府は中部ルソン地方のタルラク州・ヌエバ・エシハ州を転々と移動することを余儀なくされた。そして11月12日アギナルド大統領はパンガシナン州バヤンパンで正規軍の解体と遊撃隊によるゲリラ戦を布告し、ルソン北部の山岳地帯に撤退した。
しかし独立派が圧倒的に優勢な米軍を相手にねばり強さを見せるのはこれ以降であった。アギナルド政権下で非主流派として脇に押しやられていたボニファシオ派や革命的宗教結社などは熾烈なゲリラ戦を展開して長期間にわたり米軍を悩ませた。1901年3月23日、イサベラ州で米軍に捕らわれたアギナルドは4月1日アメリカ支配への忠誠を誓うとともに同じ独立派の諸部隊にも停戦と降伏を命じ（同じく捕虜となったマビニやリカルテらが断固として服従を拒否した態度に比して、これらはアギナルドの人気を著しく凋落させる結果となった）、こののち各地で独立派幹部の投降が相次いだことから、同年7月にアメリカは軍政より民政へ移行し、早々と米国に忠誠を誓っていた親米派フィリピン人（かつてプロパガンダ運動を支持していた新興有産層が多かった）を行政機構に登用、有力者を取り込むことでアメリカ統治体制の安定をはかった。
ところがアギナルドに従わず「革命軍最高司令官」を称したミゲル・マルバール将軍など抵抗を継続する勢力もあり、マルバール投降（1902年4月）後の、1902年7月4日になってセオドア・ローズヴェルト米大統領はようやく独立勢力の「平定」を宣言した。しかしその後も、農民など下層民の支持を受け「タガログ共和国」を称したマカリオ・サカイ率いるゲリラ部隊（1904年〜1906年）など反米ゲリラはやまず、米軍が投降勧奨政策と徹底弾圧政策（この時米軍がゲリラと農民の結びつきを絶つために採用した「戦略村」は、ベトナム戦争にいたるまで米軍の対ゲリラ戦争の主要な戦術となった）を併用しつつこれらの独立派勢力を完全に鎮圧し、植民地支配体制を確立したのは1910年頃のことであった。
かくしてフィリピン（および東南アジア）史上初の植民地独立革命はアメリカの侵略により挫折に終わり、真の独立の実現は第二次世界大戦後の1946年まで持ち越されることになった。

## 評価

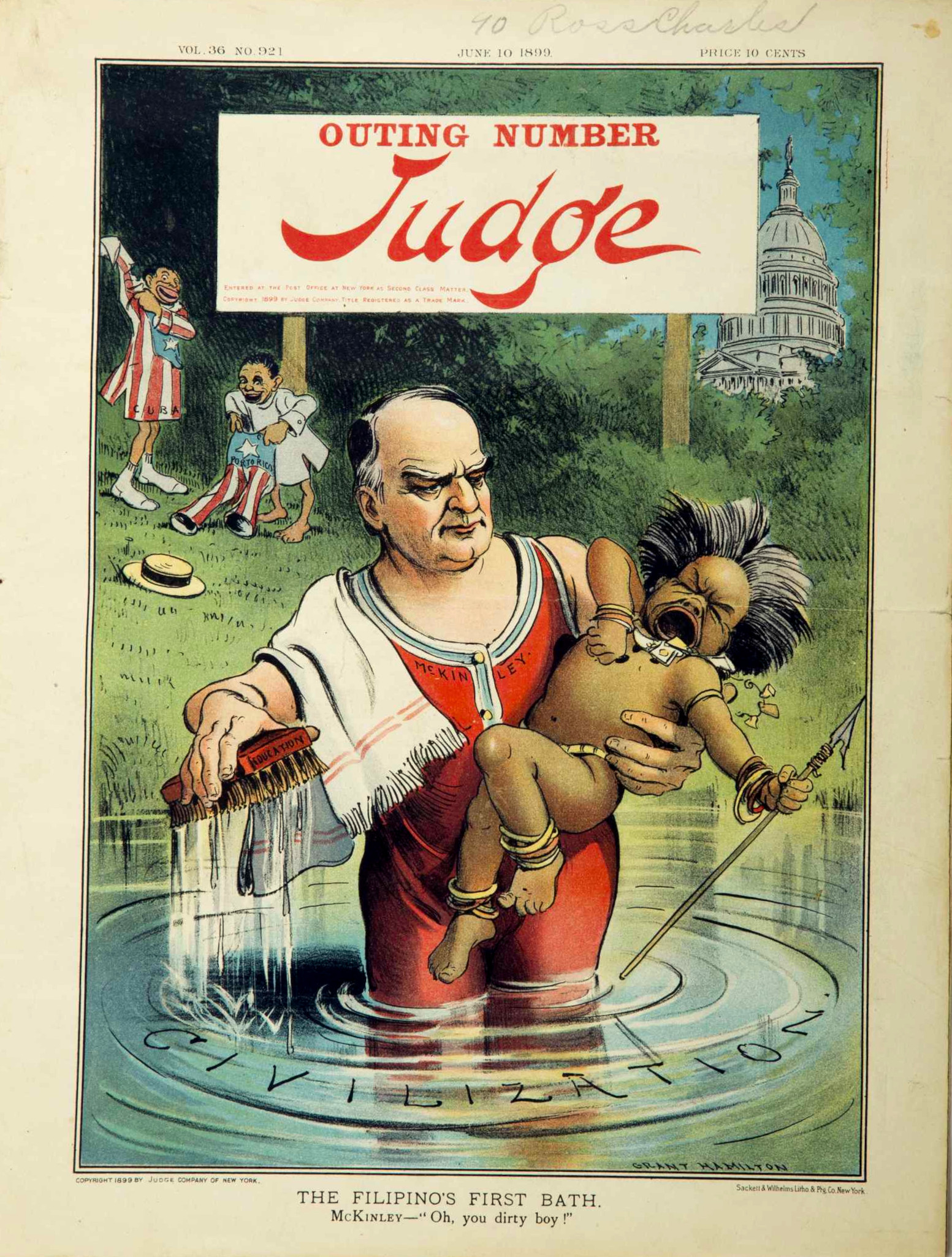
1899年のアメリカの雑誌で描写された米比関係

フィリピン独立革命が失敗に終わった理由としては、もちろん中途で介入してきたアメリカとの圧倒的な軍事力の差があげられるが、フィリピン側の問題としては、ボニファシオ粛清事件に見られるように、独立派陣営内部でさまざまな背景に基づく対立が繰り返され、また上層階級を中心に自らの既得権を守るため早くから革命を裏切りアメリカに近づく者が続出するなど、米国に対抗し得るだけの十分な民族的団結力を持つことができなかったことが歴史家レナト・コンスタンティーノによって指摘されている。さらに、革命を領導すべき立場にあったアギナルドが、常に自分の出身階層の利益を優先し日和見主義的な方針しかとることができなかった性格の人物であることも、独立革命の社会基盤の弱さと関わりがあるとされる（池端雪浦）。
なおこれと関連して独立派の大半がカトリックを精神的な統合軸と考えており、この後の独立運動もその点を継承したことは、独立後の民族的少数派 - とくにムスリム系フィリピン人（いわゆるモロ族）との摩擦を呼び起こすことにもつながった（池端）。

## 日本との関係
当時の日本は、日清戦争による台湾領有と関連して、スペインなどからはフィリピンに対する領土的関心を疑われていた（その反面フィリピンの独立派は日本による好意的な介入を期待した）。だが日本政府は、1896年革命から米西戦争、1898年革命を経て米比戦争に至るまでのフィリピンの動向に対し、主として条約改正との関わりで、これに好意的なアメリカ（およびスペイン）との関係を悪化させるのを好まず、公式には「米西戦争・独立運動に対する中立」「米によるフィリピン支配の支持」を表明していた（日露戦争後のアメリカとの桂・タフト協定（1905年）・高平・ルート協定（1908年）でもこの立場は踏襲された）。
ところがその一方で民間や軍の一部では日清戦争後の南進論やアジア主義の高まりから、独立革命に乗じて（これの支援を通じ）日本の勢力をさらに南へと拡大しようとする動きが起こり、こうした政治状況を背景として同時代のフィリピン情勢に対する大衆的関心も発生した。

### リサールと末広鉄腸

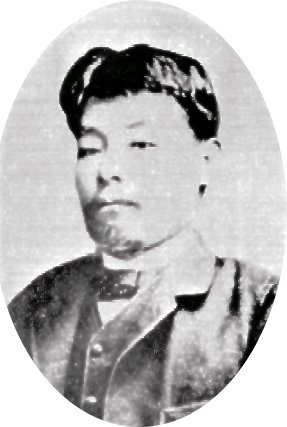
末広鉄腸 / 滞米中にリサールと親交を結んだ。

1888年（明治21年）、スペイン当局からの弾圧を避け国外に亡命していたリサールは日本滞在（当時彼が宿泊していたホテルの跡地を示す碑が日比谷公園内に建立されている）ののちアメリカを経由してロンドンに向かった。この時彼と知り合った自由民権運動家・末広鉄腸はリサールと親交を結び、彼との同行記を『唖之旅行』（鉄腸が英語を話せず常に日本語を解するリサールを通じて意志を疎通していたことによるもの）にまとめ、1891年にはリサールをモデルとするフィリピン人「多加山峻（たかやまたかし）」（高山右近の子孫であるという設定）を主人公に虚実とり混ぜてフィリピン独立革命を描いたアジア主義的な政治小説『南洋之大波瀾』を発表した。この小説の結末は、多加山を指導者として独立を勝ち取ったフィリピンが、列強がひしめく国際情勢を考慮して日本による保護を求めてその属国となり、マニラに日の丸が翻るという、当時の（および末広自身の）アジア主義的風潮を反映したものとなっている（しかし現実のリサール自身は日本による独立支援に期待してはいなかった）。また、リサール処刑（奇しくも同じ1896年に末広鉄腸も病没している）後の1898年6月、日本でも山県悌三郎主催によるリサール追悼会が開かれている。

### ポンセ来日と布引丸事件

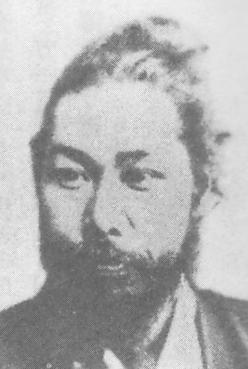
宮崎滔天 / 犬養毅・孫文とともに独立革命を援助した

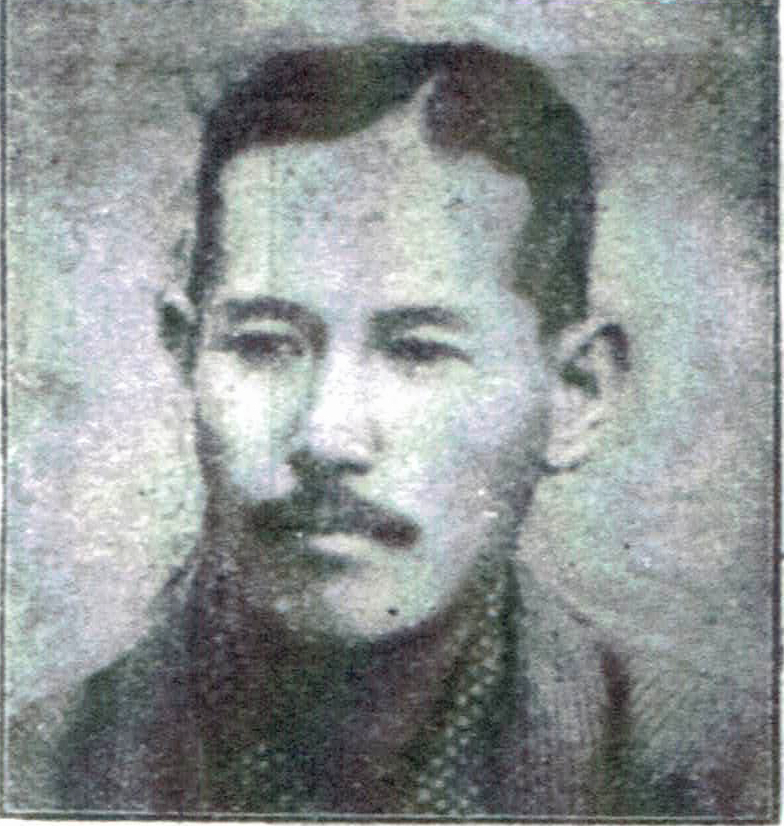
押川春浪

1898年6月、武器購入のため先述の「革命委員会」から日本に派遣されたポンセ・リチャウコらは、フィリピン独立活動の実情を日本の知識人・政治家に宣伝しつつ犬養毅・宮崎滔天さらに当時滞日中であった孫文と親交を結び、憲政本党代議士・中村弥六が青木周蔵外相や桂太郎陸相を説得して中古武器（村田銃）の買い付けに成功した。この際、武器購入の実現に動いた一部の陸軍軍人（川上操六ら）や在野活動家（浪人）は、台湾の真南に位置するフィリピンがアメリカ領となることは日本の国益を脅かすものであるとし、フィリピン独立と独立派内部での親日派勢力の扶植を希望、フィリピン軍の指導者として日本の軍人・浪人を派遣する計画を立てた。
しかし1899年7月、武器を積み込み日本を出航した布引丸は上海沖で台風にあい7月21日沈没した（布引丸事件）。8月19日にはアメリカに捕らえられたフィリピン軍将校の自白により日本人6名が武器を供給するために戦線を掻い潜って、マニラに潜入していることが発覚し、ただちにアメリカに逮捕される。布引丸の沈没および日本人のフィリピン革命軍参加を察知したアメリカ軍は、日本領事を通じ政府に抗議したため、日米両国からの監視が強化され、また資金が枯渇して武器の購入および輸送は困難となった。さらにアギナルド軍の敗退により、潜入していた日本人もマニラを脱出し帰国したため計画は頓挫し、9月27日ポンセらは失意のまま香港に向け日本を出国した。
その後、1901年にはポンセが日本人向けに書いた独立運動史『南洋の風雲』が翻訳刊行され、翌1902年には、先述の山県悌三郎を通じポンセと親交を持った山田美妙が史伝小説『あぎなるど』を、ポンセの武器購入に協力したキリスト者押川方義を父に持つ押川春浪が「リサール少尉」（実は生き延びていたという設定）を登場人物とする冒険小説『武侠の日本』を刊行するなど、出版界に一大ブームが起こっている。

### リカルテの日本亡命
フィリピン軍幹部でカティプナン以来の英雄であったアルテミオ・リカルテ将軍は、1900年米軍に捕らわれたのちも米国への服従を拒否し、このため彼は早々と屈服したアギナルド以上の国民的人気を得た。彼はあくまで独立革命の持続をめざし、いくどかの国外追放を経て1915年日本に亡命した。その後、愛知県の瀬戸市、当時の東京市の世田谷と居を変え、最終的に横浜市山下町に居を構えた。リカルテの日本亡命に関し、対米関係を重視する日本政府からは厄介視されたが、最終的に非公式にリカルテの亡命は認められた。頭山満などの国家主義者や一部の日本軍首脳から財政的援助を受けながら横浜での居住を許可された。この地で彼はスペイン語教師として細々とした生活を強いられ、1941年12月の太平洋戦争開始による日本軍のフィリピン進出とともに帰国を果たすまでの長い間いわば「飼い殺し」としての境遇に甘んじていた。しかしフィリピン本国では「日本軍をバックとしたリカルテの帰国」という風説が1930年頃まで広く流布し、1936年にはこの噂を信じた人々が武装蜂起（いわゆるサクダル党による武装蜂起）する事件も起こっている。